# Piet Mondriaan
Pieter Cornelis (Piet) Mondriaan (Amersfoort, 7 maart 1872 – New York, 1 februari 1944) was een Nederlandse kunstschilder en kunsttheoreticus, die op latere leeftijd in het buitenland woonde en werkte. Mondriaan wordt algemeen gezien als een pionier van de abstracte en non-figuratieve kunst. Vooral zijn latere geometrisch-abstracte werk, met de kenmerkende horizontale en verticale zwarte lijnen en primaire kleuren, is wereldberoemd en dient als inspiratiebron voor vele architecten en ontwerpers van toegepaste kunst. Hij was een van de belangrijkste medewerkers van het tijdschrift De Stijl en ontwikkelde een eigen kunsttheorie, die hij nieuwe beelding of neoplasticisme noemde. Hij is in het buitenland beter bekend als Mondrian, een wijziging die hij zelf invoerde, nadat hij in Parijs was gaan wonen. In 1908 werd hij lid van de Theosofische Vereniging.

## Levensloop

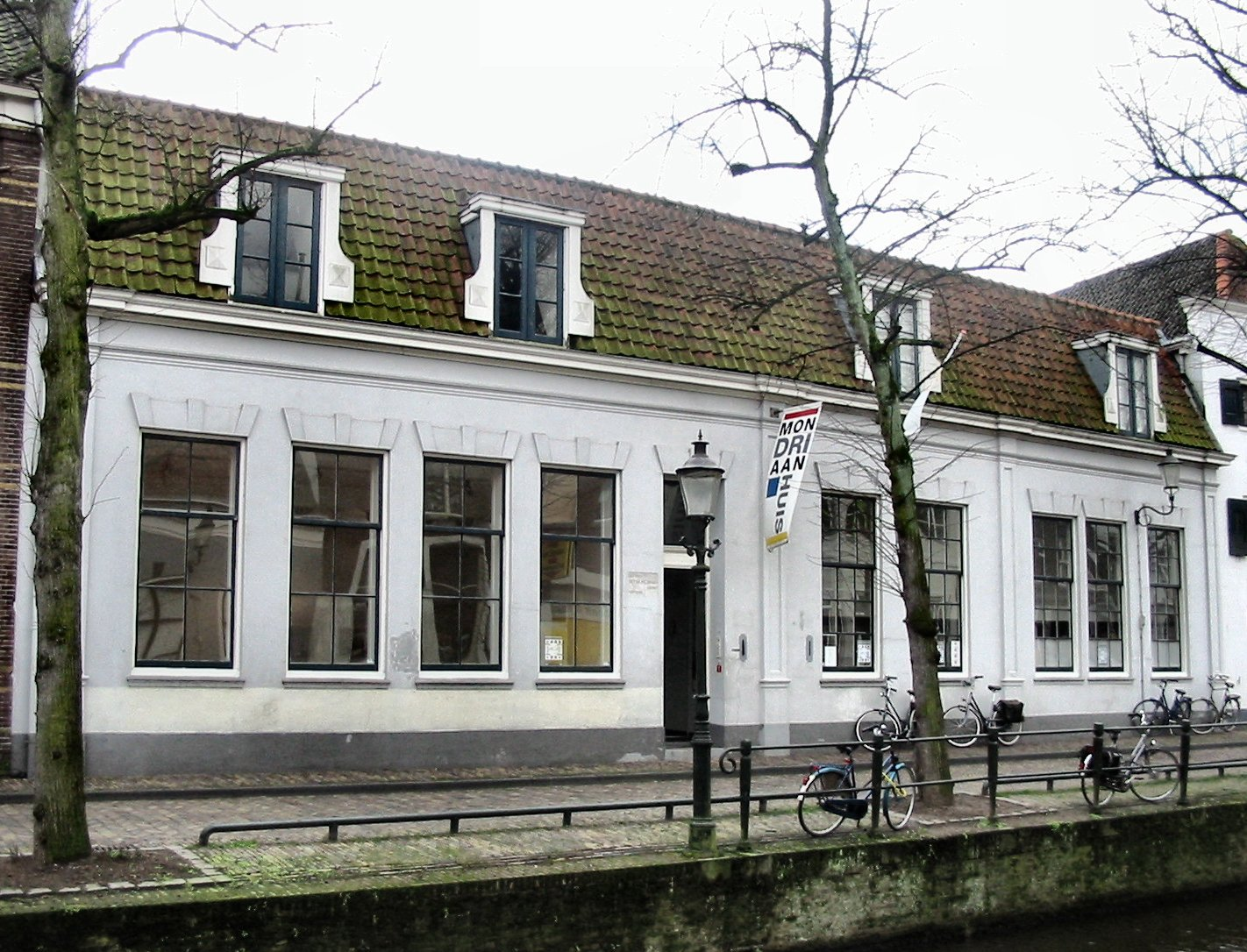
Geboortehuis van Mondriaan in Amersfoort, het tegenwoordige Mondriaanhuis.

Mondriaan werd op 7 maart 1872 aan de Kortegracht in Amersfoort geboren als zoon van de christelijke hoofdonderwijzer, Pieter Cornelis Mondriaan en zijn vrouw Johanna Christina de Kok. Hij werd gedoopt in de Nederlandse Hervormde Kerk en werd christelijk opgevoed. Omdat zijn moeder vaak ziek was, voerde zijn zus Christien op nog geen achtjarige leeftijd het huishouden. Zijn vader was naast hoofdonderwijzer ook tekenleraar en leerde hem al vroeg tekenen. In april 1880 verhuisde het gezin Mondriaan naar Winterswijk, waar Mondriaans vader hoofd werd van de School voor Christelijk Nationaal Onderwijs.

### Opleiding

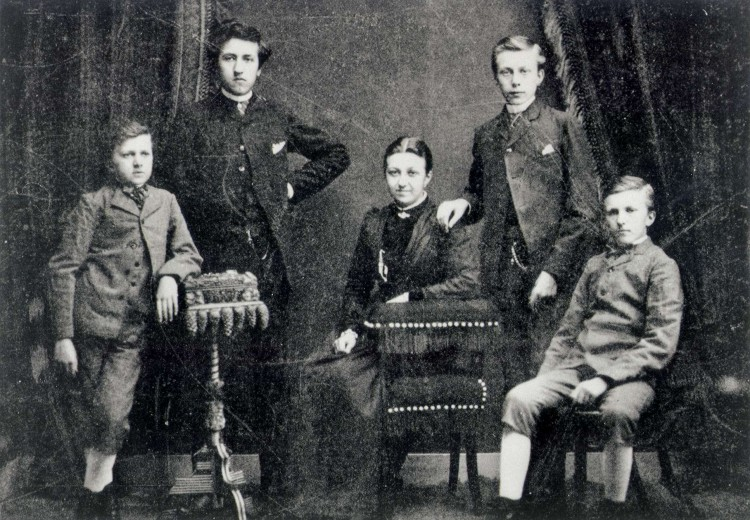
Piet Mondriaan met zijn broers en zus; van links naar rechts Carel, Piet, Christien, Willem Frederik en Louis. 1890.

In juli 1884 voltooide Mondriaan de lagere school en voldeed hij aan de leerplichtwet door twee jaar aanvullend lager onderwijs te volgen. Vanaf 1886 werkte hij onder leiding van zijn vader aan het halen van de Akte Lager Onderwijs Handtekenen. Hierbij kreeg hij af en toe hulp van zijn oom, de kunstschilder Frits Mondriaan. Op 11 december 1889 haalde hij de akte, die hem in staat stelde les te geven aan zijn vaders lagere school. In de hierop volgende periode werkte hij aan het halen van de Akte Middelbaar Onderwijs Handtekenen en Perspectief, om ook op het voortgezet onderwijs les te geven en eventueel aan de Academie te studeren. Hiervoor volgde hij lessen in tekenen, schilderen en kunstgeschiedenis bij de schilderpedagoog Jan Braet von Überfeldt, die zich na zijn pensionering in de buurt van Doetinchem vestigde. Mei-juni 1890 werd voor het eerst werk van Mondriaan tentoongesteld in Den Haag (zie Exposities van Piet Mondriaan), dat goed ontvangen werd. In februari 1892 kreeg hij een studiebeurs van Koningin Emma en in april stelde hij werk ten toon bij Genootschap Kunstliefde in Utrecht, waar hij inmiddels ook lid van was. In september van datzelfde jaar behaalde hij de Akte Middelbaar Onderwijs en verhuisde direct naar Amsterdam, waar hij zich in oktober inschreef aan de Rijksakademie van Beeldende Kunsten voor de dagopleiding schilderkunst. Hier kreeg hij les van directeur August Allebé, Nicolaas van der Waay (schilderen) en C.L. Dake (tekenen).

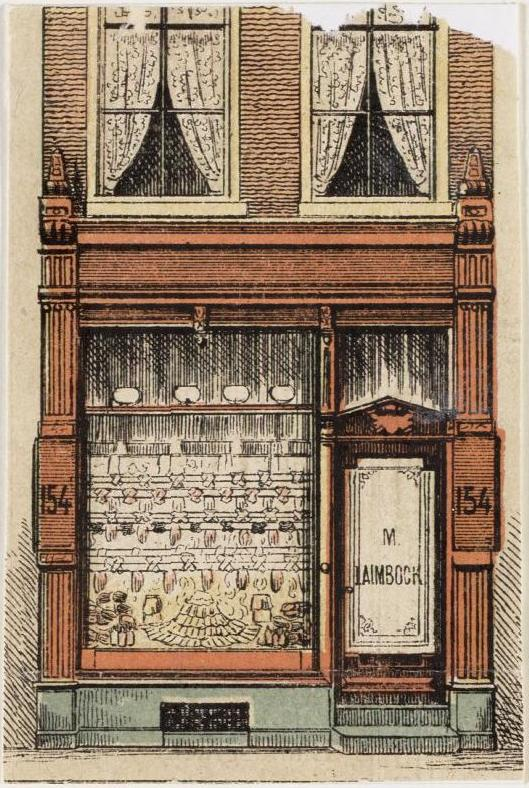
Kalverstraat 154, Mondriaans eerste woonadres in Amsterdam. Stadsarchief Amsterdam.

Op 7 november 1892 nam hij zijn intrek bij een vriend van zijn vader, J.A. Wormser, die een boekhandel voor christelijke lectuur aan de Kalverstraat bezat en net als Mondriaans vader een aanhanger van Kuyper was. Wormer betaalde waarschijnlijk ook zijn studiegeld. Om in zijn verdere onderhoud te voorzien had hij diverse baantjes. Hierover schreef hij: 'Op mijn 22e begon [1894/1895] een zeer moeilijke tijd voor mij. Om in mijn levensonderhoud te voorzien deed ik allerlei soorten werk: bacteriologische tekeningen maken, schilderijen kopiëren in Musea, ook gaf ik les. Toen begon ik landschappen te verkopen en ik was blij dat ik net genoeg geld kon verdienen om te doen wat ik wilde doen'. Een van de 'musea' waarvan hij spreekt, was het Rijksmuseum. Ook beschilderde hij tegels, ontwierp hij ex-librissen en maakte hij in opdracht portretten. In 1893 deed Mondriaan in Amsterdam belijdenis voor de Gereformeerde Kerk. In oktober 1893 en 1894 schreef hij zich opnieuw in aan de Academie, alleen het laatste jaar voor de avondopleiding tekenen. Ook werd hij in 1894 lid van kunstenaarsvereniging Arti et Amicitiae, waarmee hij toegang kreeg tot het officiële expositiecircuit. In oktober van het jaar 1895 schreef hij zich in voor een avondcursus tekenen om zich te bekwamen in het etsen, waar hij in 1896 nog een extra jaar aan vast plakte. Waarschijnlijk kwam hij via zijn studiegenoten in contact met de bohème van Amsterdam, die hun uitvalsbasis hadden in de 'molen zonder wieken' aan de Tolstraat, aan de rand van de stad. Van daaruit maakte hij zijn eerste tochtjes door het omliggende rivier- en polderlandschap.

### Periode in Nederland

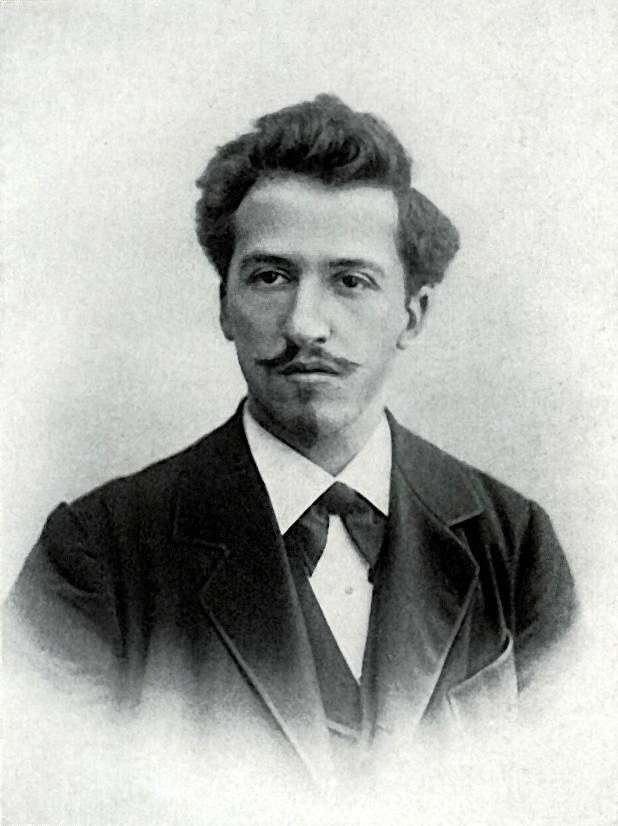
Foto van Piet Mondriaan opgedragen aan zijn ouders uit 1899. Kunstmuseum Den Haag.

Mondriaans Nederlandse periode werd gekarakteriseerd door hard werken om in zijn onderhoud te kunnen voorzien. Hij verhuisde van zijn aankomst in Amsterdam in 1892 tot aan zijn vertrek naar Parijs in 1912 tien keer. Achtereenvolgens Kalverstraat 154 te Amsterdam (1892–1895), Ruysdaelkade 75 te Amsterdam (1895), 1e Oosterparkstraat 180 III te Amsterdam (1895–1897), Watergraafsmeer (1897), Stadhouderskade 5 te Amsterdam (1897–1898), Albert Cuypstraat 158 IIII te Amsterdam (1898–1901), Watergraafsmeer (1902–1903), Uden in Noord-Brabant (1904; zijn vriend Albert van den Briel woonde in het nabijgelegen Nistelrode), Watergraafsmeer (1904–1905), boven St. Lucas aan het Rembrandtplein 10 te Amsterdam (1905–1906), Albert Cuypstraat 272 III (1906–1908), Oele in Twente (1907 tijdelijk verblijf bij kunstschilder Hulshoff Poll) en Sarphatipark 42 I (1908-1911). Daarnaast was hij vaak weg in de zomermaanden. Zo was hij vaak bij zijn ouders in Winterswijk (zomer 1893, 1898, 1899), maakte hij een reis naar Cornwall met Miss Crabb (1900), een reis naar Spanje met Simon Maris (1901),  naar Uden (1903), Domburg (1908, 1909, 1910), Veere (1911). De vraagprijs voor zijn schilderijen nam in deze periode gestaag toe. Zo vroeg hij voor een olieverfschilderij van een stilleven met twee vissen in 1893 50 gulden. In 1910 vroeg hij voor een schilderij al 1000 gulden. Toch nam hij nog allerlei nevenopdrachten aan om in zijn onderhoud te kunnen voorzien.

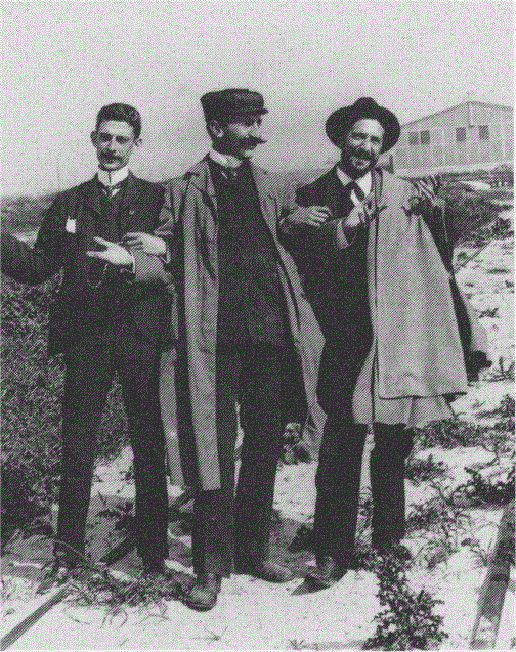
Simon Maris, Frits Bodenheim en Piet Mondriaan op de kade van IJmuiden voor hun vertrek naar Frankrijk en Spanje. Eind augustus 1903. Foto. Den Haag, RKD.

In 1897 werd hij lid van Kunstenaarsvereniging Sint Lucas om zijn expositiemogelijkheden te vergroten. In 1898 schreef hij zich in voor het toelatingsexamen van de Prix de Rome, maar zakte op het onderdeel anatomie. In september 1898 kreeg hij de opdracht vier houten reliëfpanelen te beschilderen voor de preekstoel in de Engelse Kerk. Vanaf omstreeks 1898 gaf hij privélessen aan vrouwen uit de betere, gereformeerde kringen. Van het najaar van 1898 tot de zomer van 1899 woonde Mondriaan bij zijn ouders om te herstellen van een longontsteking, die hij op vakantie met een van zijn leerlinges opliep. In 1899 maakte hij in de woning van dr. Abraham van de Velde op Keizersgracht 608 een grote plafondschildering met een allegorische figuur en putti, die de vier jaargetijden symboliseren. Zijn vrije werk uit deze periode bestaat uit religieuze en geïdealiseerde scènes uit het platteland. Ook maakte hij enkele (zelf)portretten en het meisjesportret Kindje (zie Schilderijen), dat geïnspireerd lijkt op devotieprentjes uit die tijd. In 1900 raakte hij bevriend met de schilders Arnold Gorter (1866–1933) en Simon Maris. Via Maris kwam Mondriaan in de chiquere avant-garde kunstkringen van Amsterdam terecht, waartoe ook de Amsterdamse Joffers behoorden. Ook keek hij rond deze periode naar beroemde voorgangers als Breitner en Isaac Israëls en ontdekte hij het symbolisme, wat goed te zien is in zijn stillevens met chrysanten, een verwijzing naar de oosterse (Japanse) wereld. Zomer 1900 ging hij met Hannah Crabb op vakantie naar Cornwall, maar liep daar longontsteking op en ging na terugkomst in Nederland naar Winterswijk om te herstellen. In september dat jaar ontmoette hij de student bosbouw en latere houtvester, Albert van den Briel (1881–1971), met wie hij een blijvende vriendschap opbouwde. In februari 1901 maakte hij net als zijn vader een plaat ter herinnering aan het huwelijk van koningin Wilhelmina en prins Hendrik.

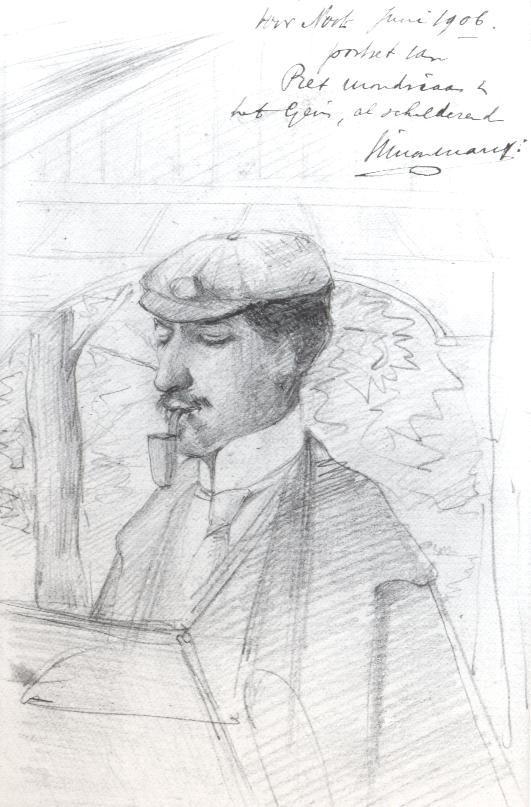
Simon Maris. Mondriaan schilderend aan het Gein. 1906, Kunstmuseum Den Haag

Toen hij in 1901 voor een tweede keer deelnam aan de prestigieuze Prix de Rome, zakte hij opnieuw op het onderdeel anatomie, waardoor hij zich vanaf toen vooral op de landschapschilderkunst richtte. Gedesillusioneerd doordat hij daarnaast vrijwel niets verkocht, verkeerde Mondriaan in 1902–1903 in links-radicale kringen. Hij zou, volgens Van den Briel, zelfs betrokken zijn geweest bij een 'anarchistisch complot'. Ook zou hij omstreeks die tijd een identiteits- of levenscrisis gehad hebben. Na de bloedig eindigende spoorwegstaking in 1903 verliet hij in 1904 Amsterdam, op aanraden van Van den Briel en vestigde zich in het Noord-Brabantse Uden. In zijn Udense periode schilderde hij veel van wat hij in zijn directe omgeving aantrof: landschappen met koeien, boerderijen, zonsondergangen, molens, en een stalinterieur. In een poging toch iets te verkopen, schilderde hij ook bloemstillevens. In Uden zou hij voor het eerst ook explicieter over abstracte compositieprincipes gesproken hebben. "Dat komt niet in de natuur voor, maar het is toch geschapen. Het is als wij erover denken", aldus Mondriaan. In juli 1904 werd hij bibliothecaris van St. Lucas. Op 28 juni 1906 schreef hij zich in op een bovenwoning op Albert Cuypstraat 272. Op de zolderverdieping maakte hij gebruik van een atelier. De grote vensters die zorgden voor de juiste lichtinval zijn hier nog goed te zien. Hij zou tot zijn vertrek naar Parijs in de Pijp blijven wonen, met een korte onderbreking van februari 1905 tot juni 1906 toen hij op de zolder boven kunstenaarsvereniging St. Lucas op het Rembrandtplein 10 woonde. Hij bracht vervolgens de hele winter van 1906 door in een boerderij, idyllisch gelegen aan de rand van een bos, en trok in 1907 en 1908 diverse malen naar de heidegebieden bij Otterlo.

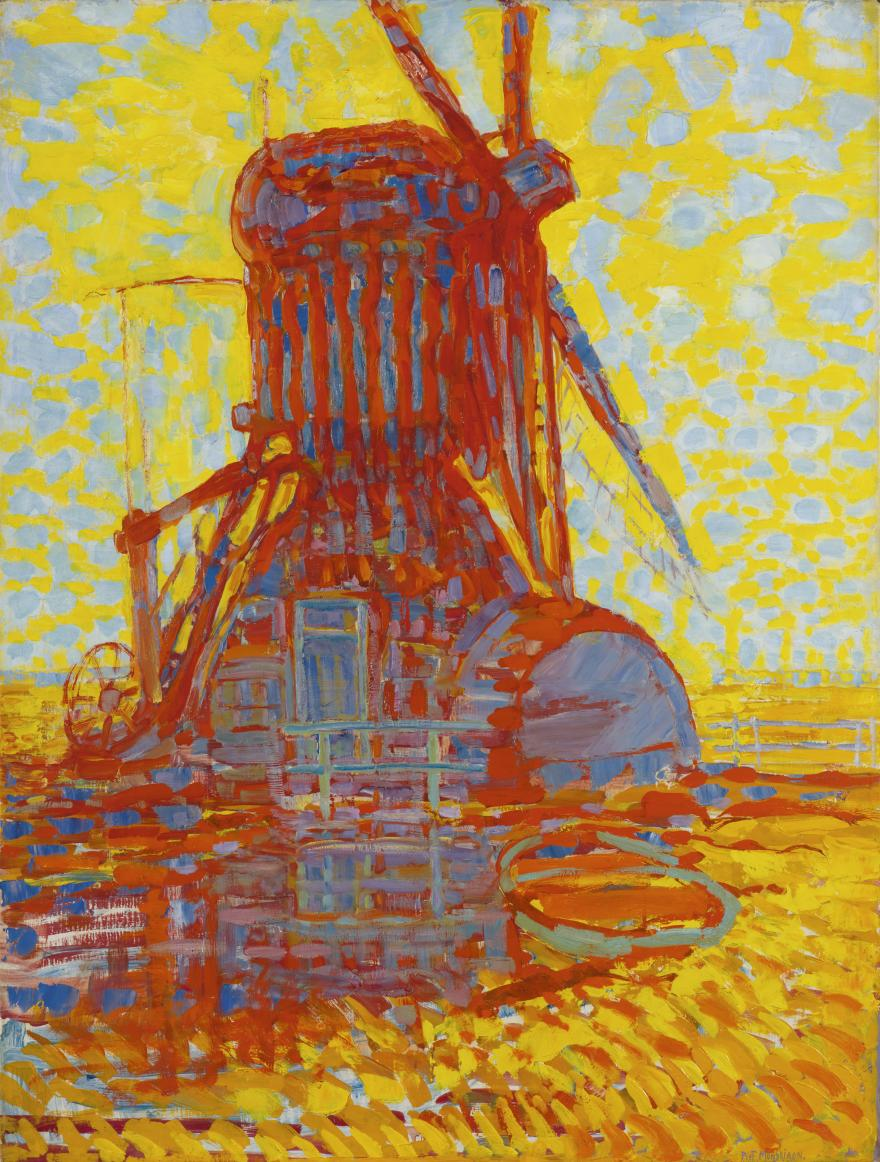
Molen bij zonlicht, 1908, Den Haag, Kunstmuseum Den Haag

Van circa 1905–1907 schilderde hij veel landschappen rond Amsterdam (Duivendrecht, de Kromme Vaart, boerderij Landzicht, het Gein) en de Oostzijdse Molen). In 1906 vond in Nederland een grote Van Gogh-tentoonstelling plaats, die Mondriaan aanzette tot het schilderen van meer gestileerde landschappen bij nacht (vergelijk bijvoorbeeld Mondriaans Landschap bij nacht, 1907-1908; privéverzameling) met Van Goghs De sterrennacht, 1889, Museum of Modern Art, New York). Dit deed hij om de 'tragiek van de natuur' weer te geven. Hierna werkte hij zijn nachttaferelen steeds verder uit, waarbij hij de werkelijkheid (het realisme) steeds meer losliet. Door het kopiëren van het spiritueel-romantische werk van Caspar David Friedrich, die 100 jaar voor hem actief was, kwam Mondriaan tot de conclusie dat het schilderij alleen nog naar andere schilderijen kon verwijzen en dat de beleving van het schilderij belangrijker was dan de techniek waarmee het gemaakt is.
In 1908 ging Mondriaan, na kennismaking met Jan Sluijters en Leo Gestel, meer luministisch en expressief schilderen en begon hij weer portretten te schilderen. Ook schilderde hij bloemen in verschillende stadia van verval, een verwijzing naar de evolutie van het leven. In 1908 trad hij toe tot de 'ingewijden' van de Theosofische Vereniging, ook Borr genoemd, en leerde hij yoga. In de zomer van dat jaar woonde hij in het Zeeuwse Domburg, waar Charley Toorop hem op het strand weleens in Boeddha-houding zag. In Domburg schilderde hij nieuwe thema's, zoals duinen, zeegezichten en kerktorens. Hij schilderde dan korte tijd in pointillistische stijl. In alles toont hij zich een zoekend kunstenaar die de vele stromingen in die tijd onderzocht naar mogelijkheden. In dat jaar maakte hij onder de invloed van het Franse neo-impressionisme en fauvisme ook opvallend kleurrijke, bijna agressieve doeken, zoals Molen bij zonlicht. Hoewel het werk nog steeds figuratief is, worden de afbeeldingen hoekiger. Dit werk maakte hem in 1909 in één klap beroemd in Nederland, waar hij hét symbool van de avant-garde werd. Op 14 mei 1909 meldde hij zich aan als lid van de Amsterdamse loge van de Theosofische Vereniging en op 25 mei werd hij officieel ingeschreven in de ledenregisters in India.

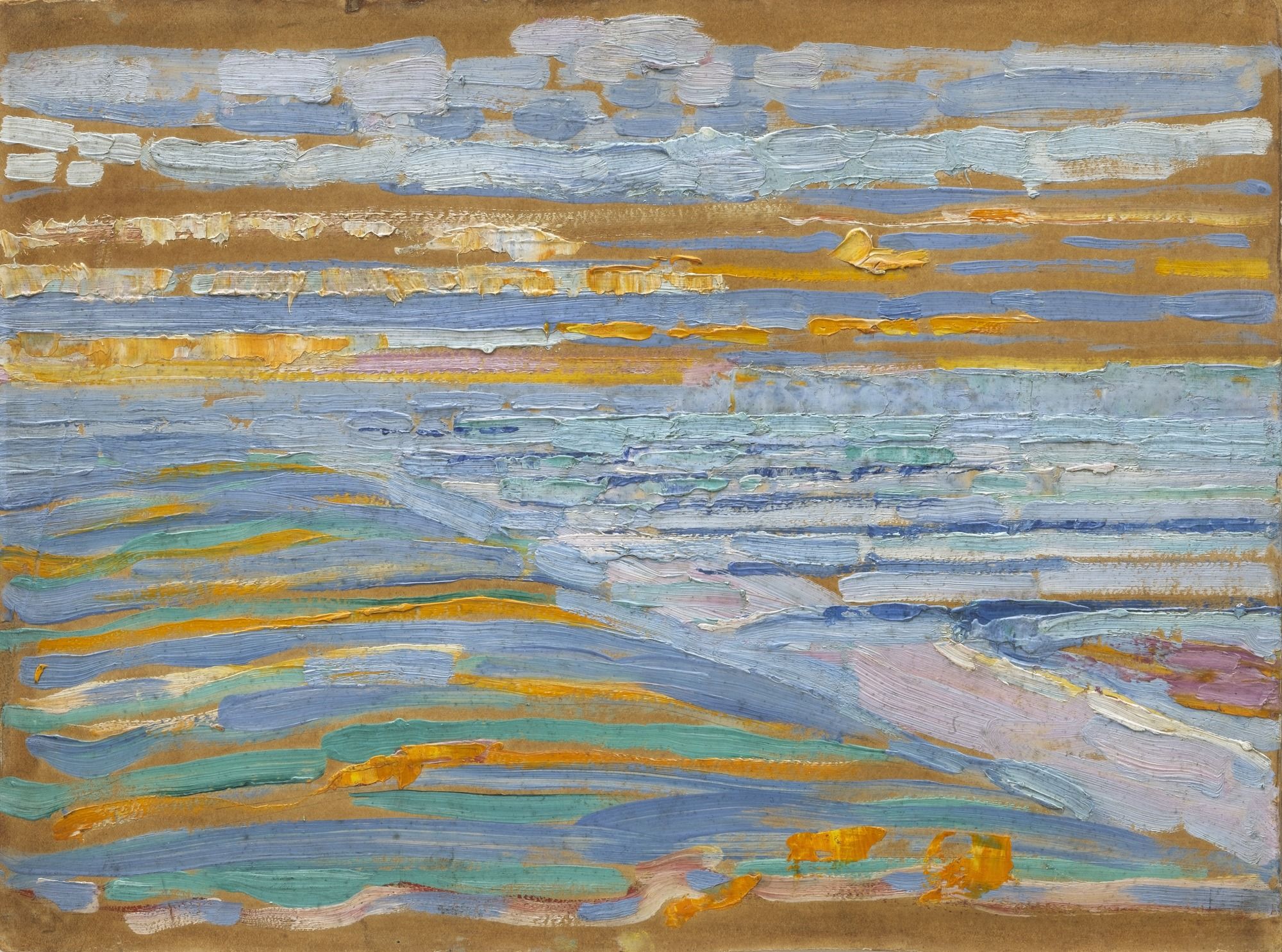
Gezicht op strand en pier vanaf de duinen, Domburg, 1909, New York, Museum of Modern Art

De zomer van 1909 bracht hij opnieuw door aan de kust in Zeeland, waar hij talloze schilderijen in deze nieuwe stijl maakte. Hij wist ook een groot aantal schilderijen te verkopen en gesterkt door dit succes, verloofde hij zich in 1909 met Greta Heijbroek. Dat jaar overleed echter onverwacht Mondriaans moeder, wat hem danig in de war bracht en hem aanzette tot zelfdestructief gedrag.
Mondriaans werk uit 1910/1911 is in twee groepen te verdelen. Enerzijds maakte hij werk vol theosofische symboliek, het meest expliciet in de triptiek Evolutie (1910–1911), dat een vrouw in verschillende stadia van spirituele ontwaking voorstelt. Anderzijds doet zijn werk uit deze periode denken aan dat van de Haagse School en de Amsterdamse impressionisten, maar met een mystiek-symbolistische inslag die ook te vinden is bij tijdgenoten als Matthijs Maris, Floris Verster en de Friese kunstenaar Jan Mankes. In deze periode schilderde hij portretten en nog steeds bloemen. Grote invloed ondervond hij in die tijd ook van Jan Toorop. Op 28 november 1910 richtte hij met Spoor, Toorop en Kickert de Moderne Kunstkring op, een kunstenaarsvereniging voor progressieve Nederlandse kunstenaars.
In juni 1911 was Mondriaan in Parijs, waar hij voor het eerst met het kubisme geconfronteerd werd. In oktober 1911 vond in het Stedelijk Museum de eerste tentoonstelling van de Moderne Kunstkring plaats, waar Mondriaan met zes schilderijen aan deelnam. waaronder de triptiek Evolutie. De critici waarderen dit werk niet en noemen het 'koud en leeg'. Op deze tentoonstelling is ook werk van Franse en Nederlandse expressionistische en pre-kubistische kunstenaars te zien. Mogelijk was dit weerzien van zijn nieuwe voorbeelden aanleiding om naar Parijs te vertrekken (20 december 1911). Hij verbrak in die tijd ook zijn verloving met Heijbroek.

### Parijs: kubisme
|  |  |

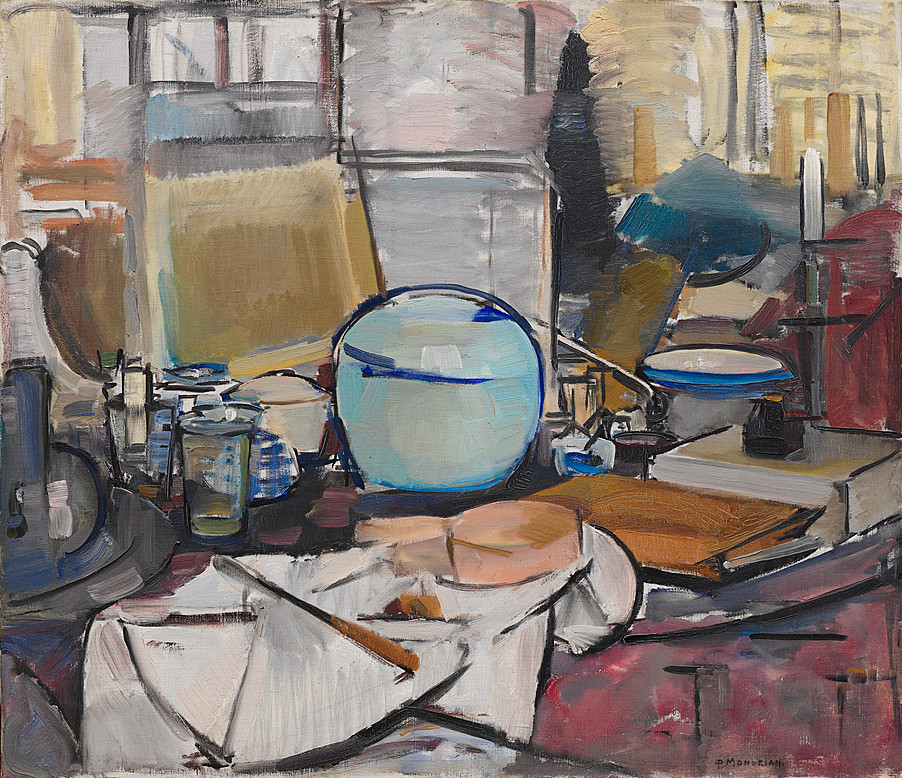
Stilleven met gemberpot I, 1911-1912, New York, Solomon R. Guggenheim Museum

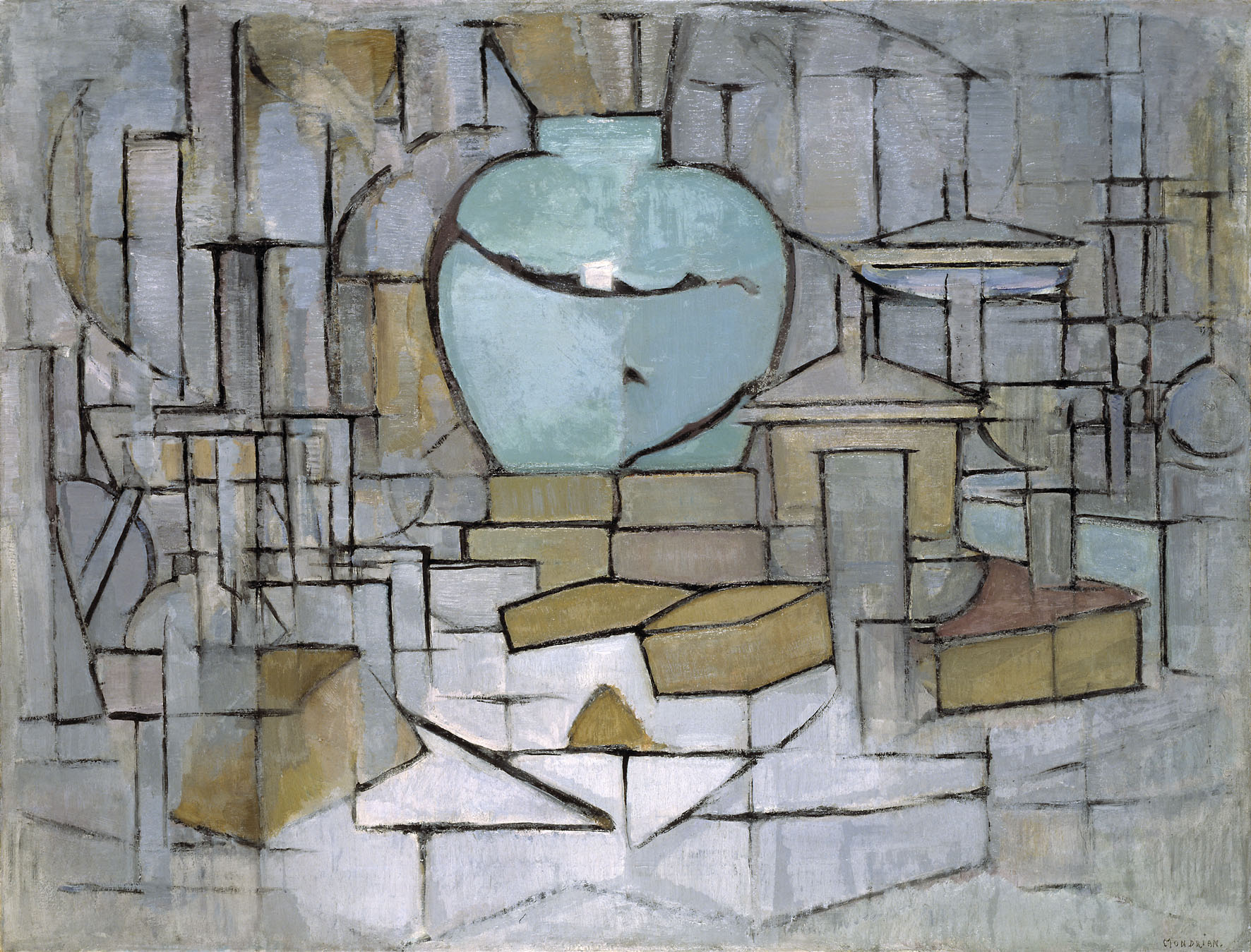
Stilleven met gemberpot II, 1912, New York, Solomon R. Guggenheim Museum

In Parijs veranderde Mondriaan vrijwel onmiddellijk zijn achternaam in Mondrian. Na een verblijf op het hoofdkantoor van de Franse afdeling van de Theosofische Vereniging en het atelier van de Nederlandse schilder Peter Alma betrok hij in mei 1912 een atelier aan Rue du Départ 26, waar later ook Conrad Kickert en Leo Schelfhout gingen wonen. In Parijs leerde hij Henri le Fauconnier, Fernand Léger en Gino Severini kennen, die allen in expressionistisch-kubistische stijl schilderden. Het lukte hem niet Picasso en Braque te ontmoeten; wel was hij, om toch wat bekendheid te krijgen, vaak aanwezig op openingen, waardoor hij al snel de bijnaam 'Piet-zie-je-me-niet' kreeg.

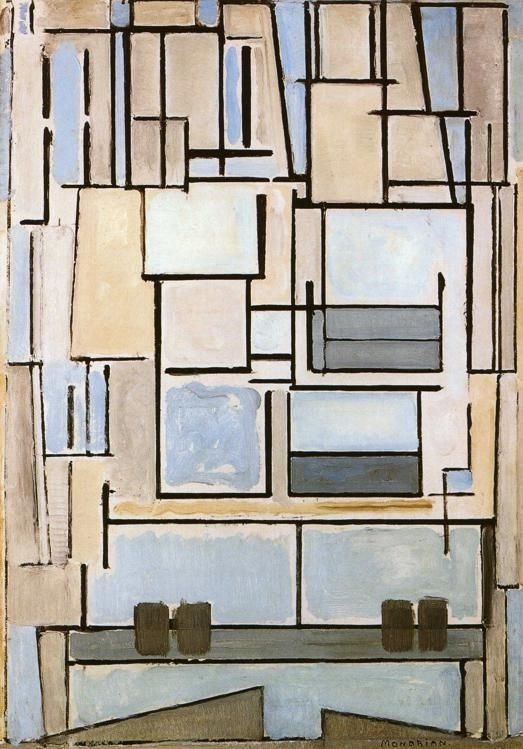
Compositie 9, 1914, Bazel, Fondation Beyeler

Hij stortte zich vol overgave in het kubistische avontuur. Braque en Picasso fragmenteerden in hun werk de zichtbare werkelijkheid en waren van mening dat de tekening belangrijker was dan kleur. Mondriaan volgde hen in die zin na door te schilderen met zwarte lijnen, vrijwel zonder kleur, in vooral bruin en grijs. Een belangrijk verschil tussen Mondriaan en de kubisten was echter dat hij deze gefragmenteerde 'werkelijkheid' verbond aan zijn theosofische opvattingen. Dit blijkt uit zuiver theosofische notities afkomstig uit zijn schetsboek, dat hij tussen 1912 en 1915 gebruikte, zoals: "Men ziet in de kunst de langzame groei naar 't geestel.[ijke], terwijl de makers onbewust er van zijn. De bewuste weg der leering lijdt in de kunst meest tot verbastering derzelve. Gaan deze twee wegen samen, d.w.z. dat de maker op de trap der evolutie is waar de bewuste geestel.[ijke] direkte werkdadigheid mogelijk is, dan heeft men de [...] [ideale] kunst."
Hij schilderde in Parijs vooral bomen en boomgaarden, waarbij zijn werk steeds minder naturalistisch werd. Hij gaf zijn schilderijen titels als Compositie 9. Maar nog altijd liet Mondriaan zich door de werkelijkheid inspireren, bijvoorbeeld door een blinde muur vlak bij zijn atelier, of door de zee. Maar ook in zijn latere leven zou hij zichzelf als realist zien: 'abstract-realist'. In 1914 schreef hij de invloedrijke kunstpedagoog H.P. Bremmer een verhelderende brief: 'ik construeer op een plat vlak lijnen en kleurcombinaties met 't doel algemeene schoonheid zoo bewust mogelijk uit te beelden. [...] ik wil de waarheid zoo dicht mogelijk benaderen en daarom alles abstraheeren tot ik kom tot het fundament [...] der dingen. [...] Ik vermeen dat 't mogelijk is door horizontale en verticale lijnen, geconstrueerd bewust maar niet berekenend [...] zoonodig aangevuld door andere richtingslijnen of gebogen lijnen, desnoods, te komen tot een kunstwerk even sterk als waar'.

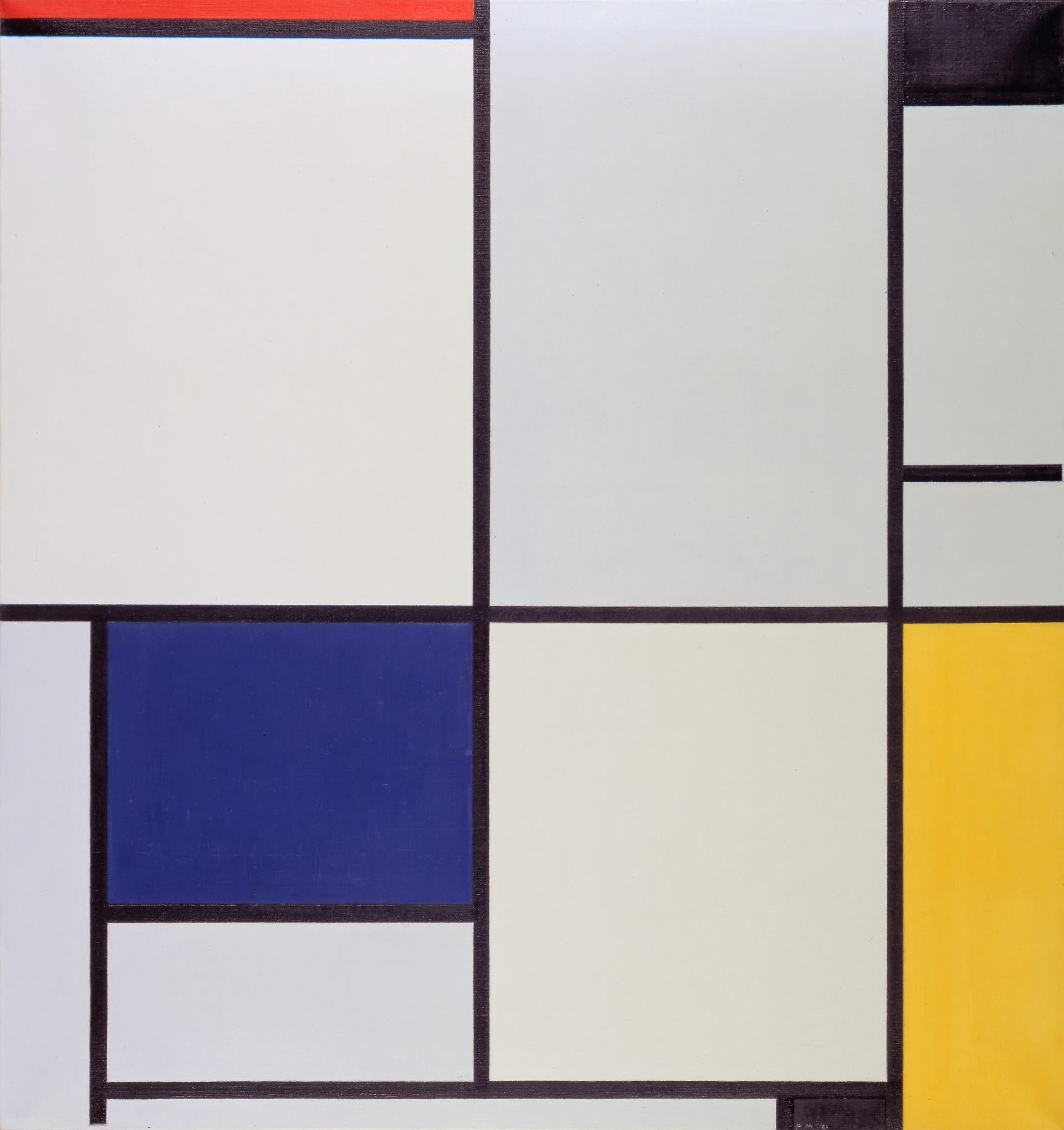
Kenmerken van het neoplasticisme: rechte lijnen, primaire kleuren, asymmetrie en een duidelijke vlakverdeling. Dit is Schilderij I van Mondriaan, Kunstmuseum, Den Haag

### Nederland: naar de pure abstractie
Toen Mondriaan in 1914 zijn zieke vader in Nederland bezocht, brak de Eerste Wereldoorlog uit, waardoor hij niet kon terugkeren naar Parijs. Hij ging daarom een tijdje werken in Domburg waar hij onder meer contact had met de schilder Jan Toorop. Hij begon met schetsen van het kerkje en de zee die uiteindelijk uitmondden in zijn eerste abstracte werken, waaronder de serie Pier en Oceaan. Die werken werden later aangekocht door Helene Kröller-Müller, van wie hij, op advies van Bremmer, een toelage ontving. Deze werken exposeerde hij vanaf 3 oktober 1915 op de tentoonstelling Moderne Kunst in het Stedelijk Museum in Amsterdam.
Mondriaan vestigde zich in de 'kunstenaarskolonie' Laren. In januari 1915 ging hij wonen op de Oude Naarderweg 12 in het pension van Catharine Hannaert. In juli 1915 verhuisde hij naar de Pijlsteeg (nu Groene Gerritsweg 17), waar hij samen met de componist Jacob van Domselaer ging wonen. Van Domselaer schreef onder invloed van Mondriaan zijn compositie Proeven van Stijlkunst.
De oorlogsjaren waren voor Mondriaan zeer inspirerend. Hij vond nieuwe klanten, zoals de kunsthandelaar Sal Slijper, gaf les op een school in Amsterdam en kopieerde eerder werk als zijn gezichten op het Gein en Duivendrecht. In Laren werkte hij ook zijn kunstopvattingen uit. Hij werd hierin gestimuleerd door de eveneens in Laren wonende schilder Bart van der Leck en de kunstenaar-recensent Theo van Doesburg, die eerder een lovende recensie over Mondriaan schreef in het tijdschrift Eenheid, waarna een briefwisseling tussen de twee ontstond, en ze elkaar op 6 februari 1916 ontmoetten. Omstreeks 1916 leerde hij ook de schilder Vilmos Huszár kennen. Mondriaan had grote bewondering voor Van Doesburg als onvermoeibaar organisator en schrijver, terwijl Van der Leck vooral een artistiek klankbord voor Mondriaan was. De wisselwerking tussen deze vier kunstenaars leidde tot een radicalisering van de beeldingsmiddelen kleur, vlak en lijn en een 'onsentimentele' verfbehandeling.
Vanaf 1917 verdween elk naturalisme uit het werk van Mondriaan, en langzamerhand ook elke beweging en diepte. Zo maakte hij in 1917 een serie schilderijen van 'dansende', ritmisch geordende kleurvlakjes. Om elke associatie met de 'natuur', de waarneembare werkelijkheid, te voorkomen paste hij voortaan alleen nog de primaire kleuren rood, blauw en geel toe, aangevuld met niet-kleuren als grijs, wit en zwart. Soms werden de roden en blauwen nog wat afgezwakt met extra wit, maar dit werd steeds minder. Bovendien rangschikte hij vlakken en/of lijnen sindsdien volgens een orthogonaal systeem en liet hij iedere andere richtingslijnen dan de horizontale en verticale los. Mondriaan werd hierop geschrapt van de lijst van te ondersteunen kunstenaars door Bremmer.

### De Stijl
Samen met Van Doesburg, Van der Leck en Huszár richtte Mondriaan in 1916 de groep 'bewust abstracten' of 'werkelijk anderen' op. In 1917 vroeg Van Doesburg hem bij te dragen aan een voor deze groep op te richten tijdschrift, dat De Stijl zou gaan heten. Mondriaans eerste bijdrage tot dit tijdschrift was de artikelenreeks 'De Nieuwe Beelding in de Schilderkunst' (zie Publicaties). Omdat Mondriaan niet zo'n begiftigd schrijver was, ontleende hij hierin veel begrippen en ideeën aan de theosoof Mathieu Schoenmakers, schrijver van boeken als Het Nieuwe Wereldbeeld (1915) en Beginselen der Beeldende Wiskunde (1916). Met deze artikelen wilde Mondriaan aantonen dat de kunstenaar niet afbeeldt, maar weerbeeldt. "Men moet de natuurlijke verschijning veranderen, om de natuur meer zuiver te doen zien". De kunstenaar treedt bovendien op als tussenpersoon tussen toeschouwer en een hogere, onzichtbare, kosmische werkelijkheid. In november 1918 onderschreef hij, naast Theo van Doesburg, Robert van 't Hoff, Vilmos Huszár, Antony Kok, Georges Vantongerloo en Jan Wils, ook het Eerste Manifest van De Stijl. Zijn werk voor De Stijl leidde uiteindelijk in 1921 tot de uitgifte van het boekje Le Néo-Plasticisme.

### Literaire ambities
Minder bekend zijn de literaire aspiraties van Mondriaan. In het inmiddels opgeheven weekblad De Nieuwe Amsterdammer (bijgenaamd De Nieuwe Groene) publiceert hij in 1920 een kort verhaal dat hij 'futuristisch' noemt. Datzelfde jaar stuurt hij eveneens een verhaal naar Lodewijk van Deyssel die deel uitmaakt van de redactie van De Nieuwe Gids. Uit de reactie van Van Deyssel spreekt waardering, maar hij kan Mondriaans verhaal wegens ruimtegebrek pas twee jaar later publiceren. Aangezien Mondriaan dit te lang vindt, vraagt hij zijn kopij echter terug. Doordat zijn beeldend werk uiteindelijk de overhand krijgt, laat hij zijn literaire ambities varen. De erfenis van zijn literaire uitstapje is zodoende gebleven bij twee verhalen, De Groote Boulevards en Klein Restaurant – Palmzondag, die pas in 1987 in boekvorm, onder de titel Twee verhalen, worden gepubliceerd (zie Publicaties).

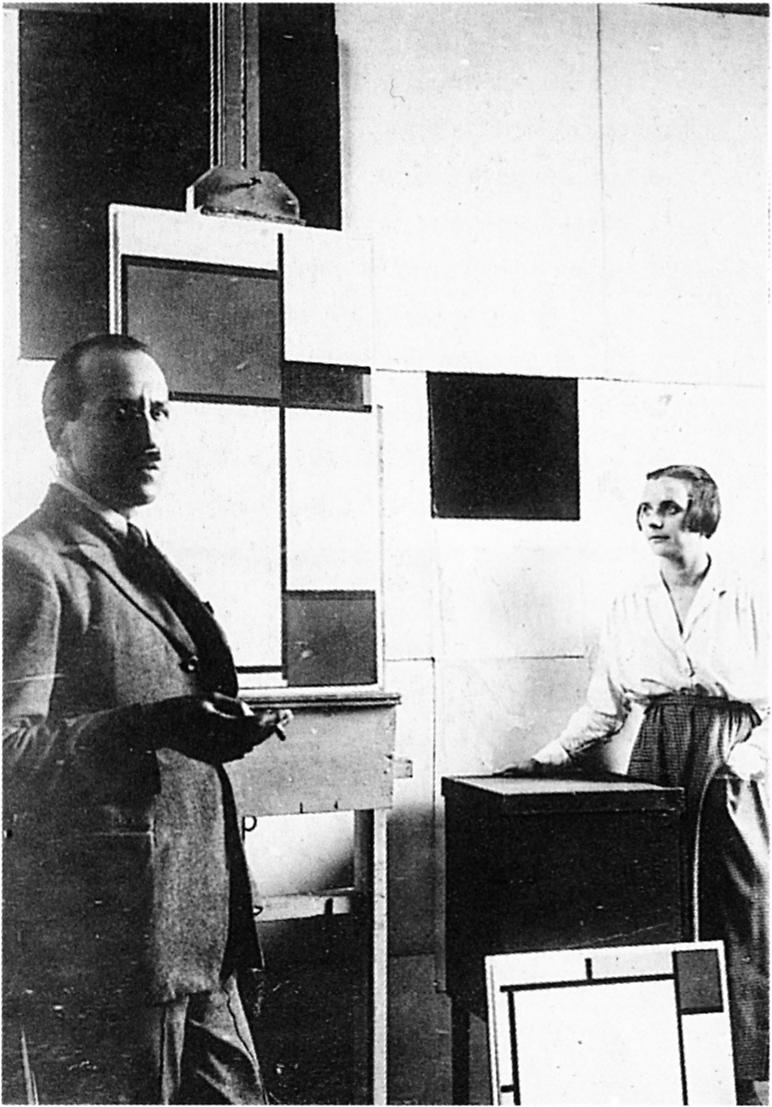
Piet Mondriaan in zijn atelier in Parijs met rechts Nelly van Doesburg, 1923. Amsterdam, privéverzameling.

### Parijs: bloeiperiode
In juni 1919 keerde Mondriaan terug naar zijn oude Parijse atelier aan de Rue du Départ. In november verhuisde hij naar Rue de Coulmiers, vlak bij station Montparnasse, maar in 1921 keerde hij terug naar zijn oude atelier. Hij merkte echter teleurgesteld dat de kubisten niet dezelfde weg waren gegaan als hijzelf, maar dat zij nog steeds realistische elementen in hun werk bleven opnemen. Wel bouwde hij een nieuwe kennissenkring van dadaïsten en surrealisten op, die sporadisch werk van hem kochten en hem interviews en tentoonstellingen in zowel Europa als Amerika opleverden. In deze periode schilderde Mondriaan, op verzoek, vooral uit Nederland, ook af en toe bloemvoorstellingen in tere kleuren. Daarbij greep hij terug naar bloemsoorten die hij in de periode 1908-1911 schilderde. Ook schilderde hij reproducties van eigen werken uit zijn figuratieve periode. In 1921 overleed Mondriaans vader. In 1922 hield het Stedelijk Museum in Amsterdam ter gelegenheid van zijn vijftigste verjaardag een overzichtstentoonstelling van zijn werk.
Ondertussen vervolmaakte Mondriaan zijn werkwijze. Hij gebruikte hooguit nog maar één primaire kleurvlak per schilderij. De grijze lijnen maakten plaats voor dikke zwarte lijnen. Hij verschoof de kleurvlakken naar de rand, waardoor een soort repoussoir ontstond en zijn grijswaarden werden zo subtiel dat ze nauwelijks nog van wit te onderscheiden zijn.
Het schilderen van de zo eenvoudig en vanzelfsprekend lijkende werken van Mondriaan was een langdurig proces, waarbij hij moest zoeken naar de juiste plaats van lijnen en vlakken. Hierbij werden vele verflagen over elkaar heen aangebracht. Omdat olieverf een erg lange droogtijd heeft, gebruikte Mondriaan het onwenselijke petroleum als droogmiddel. Dit had tot gevolg dat de verf flinke barsten ging vertonen. De doeken van Mondriaan zien er hierdoor in musea veel minder strak uit dan ze ongetwijfeld bedoeld zijn geweest en zoals ze in reproducties vaak afgebeeld worden.
Mondriaan richtte zijn Parijse atelier in volgens de principes van De Stijl en liet het atelier ook vaak fotograferen, echter zonder dat hij zelf daarbij wilde poseren. De kunst stond centraal in zijn leven, en in zijn werkwijze had hij dan ook wel wat weg van een kluizenaar. Desondanks begaf hij zich vaak in het openbare leven en socialiseerde hij (voornamelijk) met de Nederlandse kunstenaars die ook in Parijs verbleven.
Begin jaren twintig ontstond een geleidelijke verwijdering tussen Mondriaan en Van Doesburg. Mondriaan vond zijn werk niet 'absoluut' genoeg en was bovendien tegen een vermenging van schilderkunst en architectuur, want in architectuur kan hiërarchie, centraliteit en het 'particuliere' niet worden afgeschaft. Ook kan architectuur niet streven naar abstractie, omdat het van zichzelf al niet-mimetisch is. Van Doesburg was op zijn beurt tegen Mondriaans 'rigide' theosofische opvattingen. Toen Van Doesburg in 1924 de diagonaal als beeldingsmiddel (her)introduceerde, en zich zo in zekere zin afzette tegen Mondriaan, was de breuk compleet. Mondriaan was van mening dat door wat Van Doesburg als dynamisch beschouwde (het invoeren van diagonalen), een gevoel van fysiek equilibrium onmogelijk werd, wat volgens hem (in een interview in 1943) noodzakelijk was "for the enjoyment of a work of art". Pas in 1929 bezochten de beide kunstenaars elkaar weer.
Om aan te tonen dat zijn 'rigide' theosofische opvattingen juist heel dynamisch waren, schilderde Mondriaan begin jaren dertig een aantal ruitvormige composities. Zijn in opdracht gemaakte Compositie met twee lijnen uit 1931, is in dat opzicht een belangrijk sleutelwerk. Het diagonaal opgehangen vierkante schilderij bevat – als vaker bij werk in opdracht – geen kleur, slechts twee elkaar kruisende zwarte lijnen op een verder wit doek. De lijnen zijn uiterst zorgvuldig geplaatst en geven een indruk van stabiliteit bij de toch instabiele ruitvorm van de lijst. De inwoners van Hilversum beviel het schilderij, dat was opgehangen in het door Willem Dudok ontworpen stadhuis, echter niet. De gemeente Hilversum wilde het schilderij verkopen en met de opbrengst een pand restaureren. Er ontstond een rel omdat het doek aan de gemeente was geschonken. Uiteindelijk werd het schilderij verkocht aan de gemeente Amsterdam, waar het nu is opgenomen in de collectie van het Stedelijk Museum. Het eveneens ruitvormige schilderij Compositie met gele lijnen uit 1933 is belangrijk binnen Mondriaans oeuvre, omdat hij daarop voor het eerst gebruikmaakt van gekleurde lijnen.
Vanaf 1932 raakte Mondriaan, onder invloed van zijn discipel Marlow Moss, geobsedeerd door de dubbele lijn als compositie-element. "Ik ben druk bezig aan nieuw schilderkunstig onderzoek met dubbele lijnen. Zo schakel ik het zwart een beetje uit, waar ik steeds minder van houd", schreef hij aan de architect Alfred Roth. Aan de schilder Jean Gorin schreef hij: "In mijn laatste dingen wordt de dubbele lijn verbreed tot een vlak en toch is ze eerder een lijn. Maar hoe dat ook zij, ik geloof dat dit een van die kwesties is die buiten de theorie vallen en die zo subtiel zijn dat die uiteindelijk onder mijn mysterie van "de kunst" vallen. Dat is me echter nog niet helemaal duidelijk!"
In 1932 probeerde hij lid te worden van de vrijmetselarij, maar werd daar vanwege zijn lidmaatschap van de Theosofische Vereniging afgewezen. Dit betekent echter niet dat Mondriaan vanaf dat moment geen lid meer was; nog in 1939 liet hij zich als lid van de Theosofische Vereniging van Parijs naar Londen overschrijven. In 1936 verhuisde hij naar Boulevard Raspail 278.

### New York: opnieuw vernieuwing

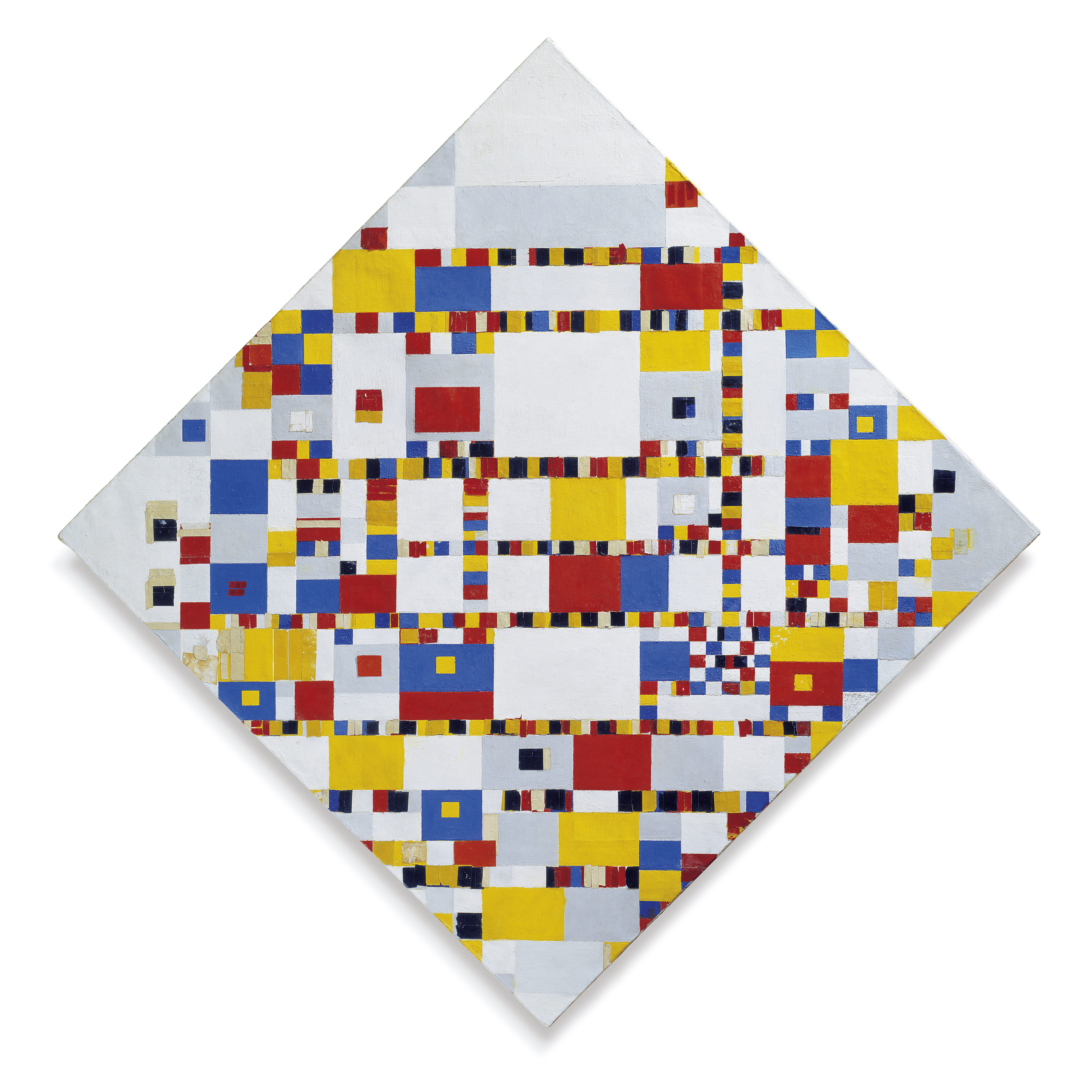
Victory Boogie Woogie, 1944, Kunstmuseum Den Haag

In 1938 vertrok Mondriaan, als gevolg van de steeds toenemende internationale spanningen, naar Londen, waar zijn vriend Ben Nicholson hem aan woonruimte hielp. Toen zijn huis tijdens de Blitz echter ternauwernood aan een bominslag ontkwam, pakte hij opnieuw zijn biezen en vertrok op 23 september 1940 vanuit Birmingham naar New York, waar hij op 3 oktober 1940 aankwam. In New York werd hij opgevangen door Harry Holtzman, die hem niet alleen aan een atelier op 353 East 56th Street hielp, maar ook meubilair en een platenspeler voor hem kocht en hem bekend maakte met de boogiewoogie- en bluesmuziek. Ook werd Mondriaan onmiddellijk opgenomen in de New Yorkse avant-garde.
In New York zocht hij weer naar vernieuwing en vond hij een geheel nieuwe werkwijze binnen het neoplasticisme. Hij maakte op een veel speelsere manier gebruik van kleur en uit sommige doeken verdwenen de zwarte lijnen zelfs geheel. Een technische vernieuwing was dat Mondriaan plakstroken papier ging gebruiken als hulpmiddel. Het bij zijn dood nog onvoltooide schilderij Victory Boogie Woogie laat zien dat Mondriaan bezig was met vernieuwing, en aansluiting zocht met de muziek door er (in eigen woorden) "wat boogie woogie in te doen". Bovendien werd de lijn in dit schilderij opgelost in kleine kleurvlakjes. Zodoende kwam Mondriaan vlak voor zijn dood in 1944 tot de conclusie dat de lijn eigenlijk ook een vlak is. "Nu pas (1943) word ik me ervan bewust dat mijn werk in zwart, wit en kleine kleurvlakken alleen maar 'tekenen' in olieverf is geweest. Bij het tekenen zijn de lijnen de voornaamste uitdrukkingsmiddelen. [...] In de schilderkunst echter worden de lijnen geabstraheerd door kleurvlakken, de begrenzingen van de vlakken vertonen zich als lijnen en behouden hun grote waarde", schreef hij aan kunstcriticus James Sweeney. Mondriaan overleed op 71-jarige leeftijd aan longontsteking en werd begraven op de Cypress Hill Cemetery in New York.
Opvallend is dat Mondriaan slechts wat persoonlijke documenten, zijn schilderspullen en enkele boeken naliet, waaronder de werken van de theosofe Helena Blavatsky. Mondriaan had de gewoonte ontvangen correspondentie na lezing te vernietigen en hechtte kennelijk niet aan materiële zaken. Mondriaans eigen brieven, voor zover die bewaard zijn gebleven, vormen een belangrijke bron voor wetenschappelijk onderzoek naar zijn leven en werk.
In 2008 werd door het televisieprogramma Andere Tijden het enige bekende filmmateriaal met Mondriaan ontdekt. De ontdekking van het filmmateriaal viel samen met de afsluiting van een twee jaar durend onderzoek naar de Victory Boogie Woogie.

## Musea
Dankzij de goede relatie tussen verzamelaar, kenner en mecenas Sal Slijper en Louis Wijsenbeek, directeur van het toenmalig Gemeentemuseum Den Haag, kreeg dit museum ruim 300 werken. Het Kunstmuseum Den Haag (in 2019 werd de naam veranderd) heeft daarmee de grootste collectie Mondriaans ter wereld, met vrijwel alle bekende werken uit zijn oeuvre van voor 1914 en werken uit zijn latere periode, waaronder zijn laatste, onafgemaakte werk: de Victory Boogie Woogie.
Het in Winterswijk gevestigde Villa Mondriaan, is een museum over de jonge jaren van Piet Mondriaan. De jaren waarin zijn kunstenaarschap werd gevormd, bracht Piet Mondriaan door in de villa waarin nu museum Villa Mondriaan gevestigd is. Met behulp van hedendaagse middelen wordt hier het levensverhaal van Piet Mondriaan verteld. Ook Museum de Fundatie in Zwolle heeft vroeg werk van Mondriaan in het bezit.
In het geboortehuis van Mondriaan in Amersfoort is het Mondriaanhuis gevestigd, waarin abstracte kunst tentoongesteld wordt.

## Tentoonstellingen
Zie voor een (niet compleet) overzicht van de exposities van Mondriaan de pagina Exposities van Piet Mondriaan.

## Eerbetoon

### Kunst
Yves Saint Laurent liet zich in 1965 door Mondriaans werk inspireren bij de lancering van een collectie jurken in wollen tricot.

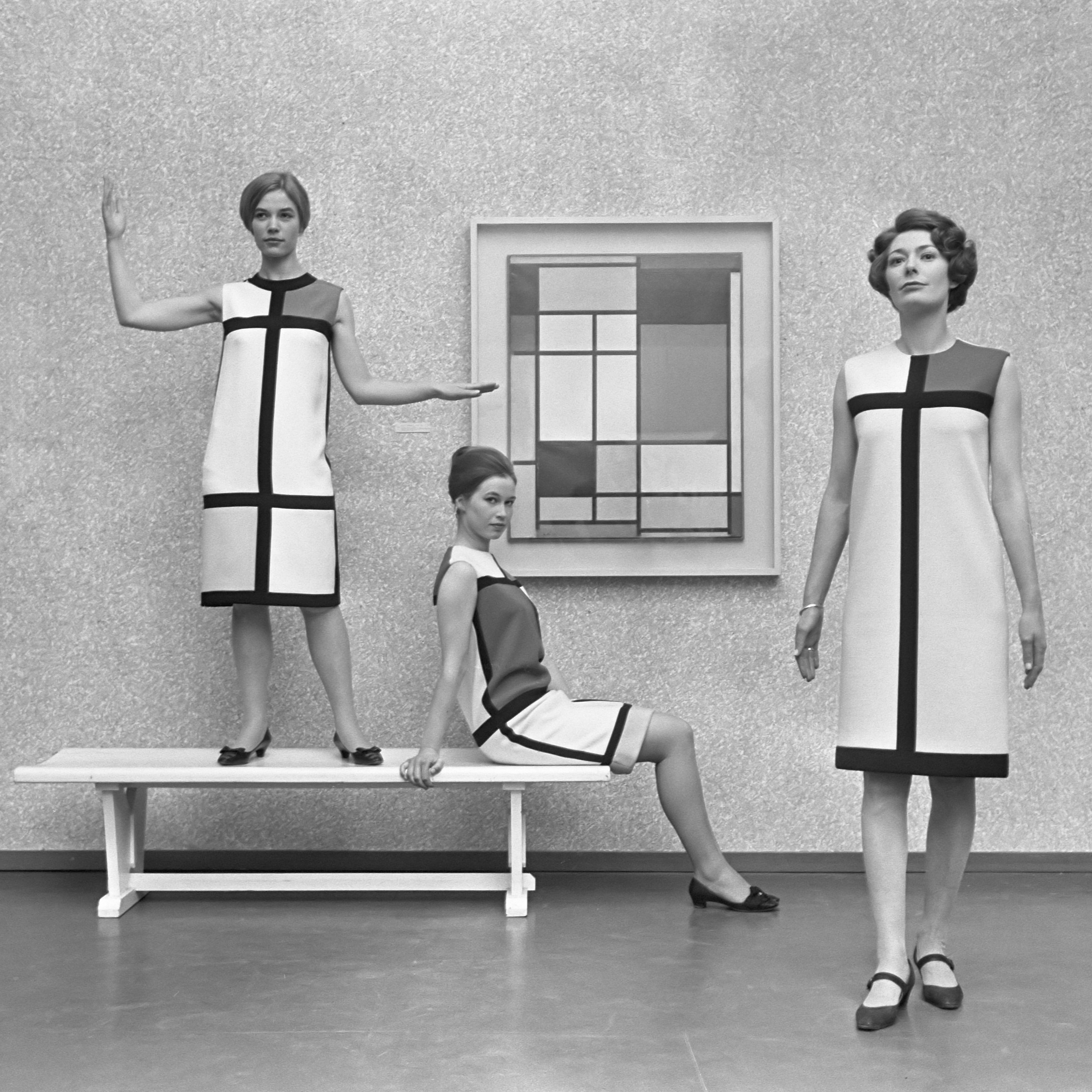
Mondriaanmode door Yves Saint Laurent in het Haags Gemeentemuseum, 12 januari 1966

In 1968 maakte de Spaanse kunstenaar Domingo Sarrey een videoanimatie getiteld Cuadrats (Homenaje a Mondrian). 
De Nederlandse kunstenaar Carel Blotkamp maakte een aantal schilderijen die een antwoord zijn op zijn levenslange fascinatie met het werk van Mondriaan. 
De Britse kunstenaar Keith Milow maakte in de periode 2001-2003 een serie schilderijen, die een antwoord zijn op de zogenaamde trans-Atlantische schilderijen (1935-1940) van Mondriaan.
In Winterswijk is in 2006 ter ere van Mondriaan het Mondriaanmonument opgericht. 

### Vernoemingen
Er zijn talloze scholen en straten naar Mondriaan vernoemd, zoals het Mondriaan Lyceum en de Mondriaanstraat in Amsterdam Nieuw-West. Eveneens in Amsterdam bevindt zich de naar hem vernoemde Mondriaantoren. 
Van 1991 tot 2000 reed tussen Amsterdam en Keulen een trein die naar hem genoemd was. Arriva rijdt in de Achterhoek met treinstel 10370, dat de naam 'Piet Mondriaan' draagt.
De programmeertaal Piet is naar Piet Mondriaan vernoemd, evenals een door Guido van Rossum ontwikkelde web-app met de naam Mondrian.

## Verder lezen
Over Piet Mondriaan is veel literatuur verschenen. Wie puur in zijn werk is geïnteresseerd heeft veel aan de catalogue raisonné van Joosten en Welsh die een compleet en zeer uitgebreid overzicht biedt van al zijn werken. Wie meer wil weten over de interpretatie van zijn werken en zijn eigen ideeën over zijn werk kan onder meer terecht bij de boeken van Carel Blotkamp.
- Blotkamp, Carel (1987) Mondriaan in detail, Utrecht: Veen, Antwerpen: Reflex, ISBN 90-6322-147-9.
- Blotkamp, Carel (1994) Mondriaan. Destructie als kunst. Zwolle: Waanders, ISBN 90-6630-485-5.
- Welsh, Robert P., Joop M. Joosten (1998) Piet Mondrian. Catalogue raisonné [2 delen], Blaricum: V+K Publishing, ISBN 9789066116214.
- Bommel, Maarten van, Hans Janssen, Ron Spronk (Eds., 2012), Inside out Victory Boogie Woogie, Amsterdam University Press, ISBN 9789089643711.
- Hanssen, Léon (2015), De schepping van een aards paradijs. Piet Mondriaan 1919-1933. Amsterdam: Querido, ISBN 978-90-214-5810-6.
- Janssen, Hans (2016), Piet Mondriaan. Een nieuwe kunst voor een ongekend leven. Een biografie. Amsterdam: Hollands Diep, ISBN 9789048833580.